# Jania rubrens
Jania rubrens (L.) Lamour  é o nome botânico de uma espécie de algas vermelhas pluricelulares do gênero Jania.
- São algas marinhas encontradas na Romênia.

## Sinonímia
Não apresenta sinônimos.